# Amirdovlat d'Amasée
Amirdovlat d'Amasée ou Amirdovlat Amasiatsi (en arménien Ամիրդովլաթ Ամասիացի ; ca. 1415/1420-1496) est un médecin arménien du XVe siècle. Il est considéré comme « le dernier brillant représentant [de la médecine classique arménienne] » et « le plus célèbre médecin arménien depuis Mekhitar Hératsi ».

## Biographie
Amirdovlat est né vers 1415 ou vers 1420 à Amasée, en Haute-Arménie. Ayant vraisemblablement reçu son éducation médicale en Perse et à Bagdad, il parcourt ensuite le Proche-Orient, la Macédoine et les îles de la mer Égée, puis s'établit à Philippopolis vers 1459. Polyglotte, il parle couramment (en plus de l'arménien) l'arabe, le grec, le latin, le persan et le turc.
Amirdovlat s'installe ensuite à Constantinople en 1471 ; ayant remédié à la stérilité d'une des épouses du sultan ottoman Mehmed II, il devient le médecin personnel de ce dernier ainsi que de son successeur Bayézid II.
Il meurt à Brousse en décembre 1496.

## Œuvres
La dizaine d'œuvres rédigées en arménien moyen par Amirdovlat, afin qu'elles soient accessibles au plus grand public, a été comparée à l'ensemble formé par les écrits d'Avicenne et a eu un impact indéniable sur ses successeurs.
L'Enseignement de la médecine, de 1459, traite de l'anatomie, de l'hygiène, des diagnostics et de la pharmacologie ; une copie de la main de l'auteur est conservée au Matenadaran d'Erevan (Ms. 8871). Révisée, l'œuvre paraît dix ans plus tard sous le titre Les bienfaits de la médecine ou L'Utile à la médecine et couvre alors environ 200 maladies ; elle est utilisée jusqu'au XVIIIe siècle.
Remontant peut-être également à 1459, la Pharmacopée est augmentée en 1480-1481 ; elle s'inspire de sources arabes.
L'Inutile aux ignorants (British Library, Ms. 3712) a quant à lui été écrit entre 1478 et 1482. Cette « encyclopédie de la pharmacologie arménienne médiévale » compte 3 754 médicaments décrits jusqu'en sept langues : arménien, grec, latin, arabe, persan, turc et franc. Y sont nommés 1 000 plantes curatives, 250 animaux et 150 minéraux ; ses expérimentations permettent notamment à Amirdovlat d'y mettre en évidence des plantes aux vertus anti-tumorales, anti-toxiques ou autres.
Des signes de vie et de mort du patient traite notamment de la saignée. La seule copie existante de cette œuvre est préservée à la Bibliothèque nationale de France.